# Djupedal
Djupedal is een plaats in de gemeente Göteborg in het landschap Bohuslän en de provincie Västra Götalands län in Zweden. De plaats heeft 63 inwoners (2005) en een oppervlakte van 8 hectare. De plaats ligt op het eiland Hisingen en wordt op een smalle strook met landbouwgrond ten westen van de plaats na omringd door bos, ook loopt er een kleine rivier langs het dorp. De stad Göteborg ligt ongeveer zeven kilometer ten zuiden van Djupedal.